# Carl Ferdinand Schwetschke
Carl Ferdinand Schwetschke (* 17. August 1798 in Halle (Saale); † 14. Februar 1843 ebenda) war ein deutscher Verleger.

## Leben
Carl Ferdinand Schwetschke wurde am 17. August 1798 in Halle (Saale) geboren. Er absolvierte seine buchhändlerische Ausbildung in Königsberg, Wien und St. Petersburg, ehe er in den Verlag Hemmerde & Schwetschke eintrat, der von seinem Vater Carl August Schwetschke geleitet wurde. Dort übernahm er bald leitende Funktionen und wurde zum 1. Januar 1829 Teilhaber; die Verlagsbuchhandlung firmierte von  da an als C. A. Schwetschke & Sohn.  Zusätzlich leitete er seit 1824 die von seinem Vater erworbene Verlagsbuchhandlung  Expedition der Allgemeinen Literaturzeitung. Nach schwerer Krankheit starb Carl Ferdinand Schwetschke am 14. Februar 1843 im Alter von nur 44 Jahren. Sein Bruder Carl Gustav Schwetschke musste daraufhin die verwaiste Leitung der Verlagsbuchhandlungen übernehmen.

## Verlegertätigkeit
Schwetschke machte sich als Verleger bedeutender Autoren und Werke verdient.  Im Verlag C. A. Schwetschke & Sohn wurden unter seiner Ägide z. B. das Suidae Lexicon. Graecae et latine (ab 1834) des Philologen Gottfried Bernhardy und das Lexicon arabico-latinum (ab 1830), ein Hauptwerk des Orientalisten Georg Wilhelm Freytag verlegt. In seiner Funktion als Leiter des Verlages Expedition der Allgemeinen Literaturzeitung verlegte Schwetschke z. B. die renommierte Halleschen Literaturzeitung, die von Johann Samuel Ersch und Christian Gottfried Schütz herausgegeben wurde. Die Zeitung wurde bereits 1785 in Jena als Allgemeine Literaturzeitung  von Schütz, Christoph Martin Wieland und Friedrich Justin Bertuch gegründet. Besonderes Augenmerk legte Schwetschke stets  auf die hohe drucktechnische und redaktionelle Qualität seiner Verlagsprodukte, die er durch die Anordnung genauer Revisionslesungen sicherstellte.
Im Jahr 1825 gehörte er zu den Gründungsmitgliedern des Börsenvereins des deutschen Buchhandels. Von 1832 bis 1835 war Schwetschke Schatzmeister im Vorstand des Börsenvereins.

## Ehrungen
Carl Ferdinand Schwetschke wurde im Jahr 1834 das Ehrenbürgerrecht der Stadt Leipzig verliehen. Die Schwetschkestraße in Halle (Saale) ist nach der Verlegerfamilie Schwetschke benannt.